# Too Weird to Live, Too Rare to Die!
Too Weird to Live, Too Rare to Die! é o quarto álbum de estúdio da banda americana de pop rock Panic! at the Disco. Foi anunciado em 15 de julho de 2013, com uma data de lançamento para 8 de outubro de 2013 nos Estados Unidos. O primeiro single do álbum foi lançado no mesmo dia, com o título "Miss Jackson". O segundo single, "This Is Gospel", foi lançado em 12 de agosto de 2013. No dia 30 de setembro, a banda transmitiu o álbum pelo YouTube. A banda anunciou uma turnê no Reino Unido em apoio ao álbum. O terceiro single, "Girls/Girls/Boys" foi lançado em 7 de outubro de 2013. O quarto single, intitulado "Nicotine" foi lançado em 27 de fevereiro de 2014.
O álbum estreou em 2º lugar da USA Billboard 200, ficando atrás apenas de "Bangerz", da cantora Miley Cyrus. A mesma elogiou a banda por sua posição, através do Twitter.
Essa é a segunda vez que Panic! at the Disco consegue o número dois na Billboard, a primeira vez foi com o precursor da banda, "A Fever You Can't Sweat Out", que lhes renderam um disco de platina, o vídeo do ano e melhor vídeo de rock do MTV Music Awards de 2006, com "I Write Sins Not Tragedies".

## Música
As músicas no Too Weird to Live, Too Rare to Die! são inspiradas na cidade de Las Vegas, cidade de origem do cantor e compositor Brendon Urie. Ele sentia certa nostalgia desde que partiu da cidade no final de sua adolescência, em parte, devido a ser incapaz de entrar em locais com certa restrição de idade. Ele revisitou a cidade como um adulto, e começou pelas boates e outros estabelecimentos que ele, antigamente, não sentia vontade de frequentar.
Então, o álbum inspirou-se em músicas de hip hop naquele "não há regras". Em uma extensão desse mantra, o álbum é um caso eclético que varia muito de canção para canção.
As letras das gravações marcaram uma certa presença instintiva, e a primeira faixa, "This is Gospel", por vários sábados, durante vários meses, Urie o compartilhou com os demais membros da banda. Primeiro single do álbum, "Miss Jackson", foi escrito sobre as primeiras experiências sexuais de Urie em sua juventude. "Quando eu era jovem, eu 'chutava o balde', eu ia dormir com uma garota uma noite, dormir com a amiga dela na noite seguinte, e não me importava em como eu tinha que me sentir, ou se eu realmente cometi excessos. E então eu percebi que 'Uau, está acontecendo isso, mesmo? Sinto-me realmente uma porcaria'." "Vegas Lights" foi concebido como um hino para as noites despreocupadas em Las Vegas, que refletia o mais proeminente do jeito que Urie se sentiu nas boates. "Eu senti essa energia estranha, onde todo mundo estava se divertindo, e isso não importava", observou ele;"Dançando como se ninguém estivesse olhando. Foi meio deslumbrante."

## Faixas
| Too Weird to Live, Too Rare to Die! – Edição padrão |                                       |                                                                          |         |  |
| N.º                                                 | Título                                | Compositor(es)                                                           | Duração |  |
| 1.                                                  | "This Is Gospel"                      | Brendon Urie Dallon Weekes Jacob Sinclair                                | 3:07    |  |
| 2.                                                  | "Miss Jackson" (participação de Lolo) | Urie Weekes Butch Walker Sinclair Amir Salem Lauren Pritchard Alex Goose | 3:12    |  |
| 3.                                                  | "Vegas Lights"                        | Urie Weekes Walker                                                       | 3:09    |  |
| 4.                                                  | "Girl That You Love"                  | Urie Weekes                                                              | 3:09    |  |
| 5.                                                  | "Nicotine"                            | Urie Weekes Salem                                                        | 3:06    |  |
| 6.                                                  | "Girls/Girls/Boys"                    | Urie Weekes                                                              | 3:26    |  |
| 7.                                                  | "Casual Affair"                       | Urie                                                                     | 3:17    |  |
| 8.                                                  | "Far Too Young to Die"                | Urie Weekes                                                              | 3:17    |  |
| 9.                                                  | "Collar Full"                         | Urie Weekes                                                              | 3:18    |  |
| 10.                                                 | "The End of All Things"               | Urie                                                                     | 3:31    |  |
| Duração total:                                      | Duração total:                        | Duração total:                                                           | 32:32   |  |

| Too Weird to Live, Too Rare to Die! – Faixas bônus da edição japonesa e Target |                                 |                          |         |  |
| N.º                                                                            | Título                          | Compositor(es)           | Duração |  |
| 11.                                                                            | "Can't Fight Against The Youth" | Walker Smith Urie Weekes | 2:45    |  |
| 12.                                                                            | "All the Boys"                  | Weekes                   | 3:12    |  |
| Duração total:                                                                 | Duração total:                  | Duração total:           | 38:29   |  |

## Desempenho nas paradas

### Paradas semanais
| Parada musical (2013)                   | Melhor posição |
| --------------------------------------- | -------------- |
| Alemanha (Offizielle Deutsche Charts)   | 99             |
| Austrália (ARIA)                        | 26             |
| Áustria (Ö3 Austria Top 40)             | 70             |
| Bélgica (Ultratop Flandres)             | 79             |
| Bélgica (Ultratop Valônia)              | 175            |
| Canadá (Billboard)                      | 8              |
| Escócia (Official Scottish Albums)      | 8              |
| Estados Unidos (Billboard 200)          | 2              |
| Estados Unidos (Top Alternative Albums) | 1              |
| Estados Unidos (Digital Albums)         | 2              |
| Estados Unidos (Top Rock Albums)        | 1              |
| Estados Unidos (Top Tastemaker Albums)  | 11             |
| Finlândia (Suomen virallinen lista)     | 46             |
| Nova Zelândia (RMNZ)                    | 15             |
| Países Baixos (Dutch Charts)            | 77             |
| Reino Unido (UK Albums Chart)           | 10             |

## Histórico de lançamento
| País      | Data                  | Formato          |
| --------- | --------------------- | ---------------- |
| Austrália | 4 de outubro de 2013  | download digital |
| Austrália | 11 de outubro de 2013 | CD               |